# Angirasu
Angirasu is een geslacht van kreeftachtigen uit de klasse van de Remipedia (ladderkreeftjes).

## Soorten
- Angirasu benjamini (Yager, 1987)
- Angirasu parabenjamini (Koenemann, Iliffe & van der Ham, 2003)